# Flightradar24
Flightradar24 este un site web care permite urmărirea în timp real a poziției avioanelor aflate în zbor. Site-ul a fost fondat în anul 2007 de către compania suedeză Svenska Resenätverket AB.
Monitorizarea este posibilă doar dacă avionul are montat la bord un transponder de tip ADS-B și acesta este conectat.

## Funcționare
Pentru a putea vizualiza un avion pe Flightradar24, el trebuie să dispună de un transponder ADS-B, care funcționează împreună cu GPS și transmite un semnal care conține poziția, viteza, precum și alte date de zbor, care sunt primite de către un receiver conectat la Flightradar24 în timp real. Până în prezent, aproximativ 60% din aeronave sunt echipate cu ADS-B. 
Flightradar24 folosește două dintre cele mai populare riceivere ADS-B de pe piață, și anume SBS-1 de la Kinetic Avonics și AirNav de la AirNav-systems.

### Avioane pe Flightradar24
Aeronavele echipate cu un transponder ADS-B și vizibile pe Flightradar24 sunt:
- Toate modelele de Airbus (A300, A310, A318, A319, A320, A321, A330, A340, A380)
- ATR 72-600 (doar ultimele livrate)
- BAe ATP
- BAe Avro RJ70, RJ85, RJ100
- Boeing 737, 747, 757, 767, 777, 787
- Embraer E190 (doar ultimele livrate)
- Fokker 70 și 100
- Gulfstream V, G500/G550
- McDonnell Douglas MD-10, MD-11
- Suhoi SuperJet 100
- Unele modele noi de Iliușin și unele Tupolev (de exemplu Il-96 și TU-204)

Aeronave ne-echipate cu ADS-B, și, prin urmare, nu sunt vizibile pe Flightradar24:
- Antonov AN-225
- ATR 42, 72 (cu excepția ultimului ATR 72-600)
- Boeing 707, 717, 727, 737-200, 747-100, 747-200, 747SP
- Toate modelele de CASA
- Toate Bombardier Dash
- Toate Bombardier CRJ
- Dornier 328
- Toate navele Embraer (cu excepția ultimului Embraer E190)
- Jetstream 32
- Fokker 50
- McDonnell Douglas DC-9, MD-8x, MD-90
- Saab 340 și 2000
- Air Force One
- Majoritatea aeronavelor mai vechi
- Majoritatea aeronavelor militare

## Popularitate în media
Flightradar24 a devenit popular în anul 2010, când din cauza erupției vulcanului Eyjafjallajökull, multe resurse media internaționale au utilizat acest site pentru a descrie situația de pe cerul europei.  Acesta a revenit din nou în atenția publicului larg odată cu dispariția avionului din zborul 370 al Malaysia Airlines, mai multe agenții media apelând la serviciul Flightradar24 pentru a prezenta detalii despre avion.